# Popstars
Popstars là một chương trình truyền hình thực tế được coi là tiền thân của Idol. Chương trình khởi nguồn từ New Zealand năm 1999 khi nhà sản xuất Jonathan Dowling thành lập nhóm nhạc nữ 5 thành viên TrueBliss. Popstars trở thành một trong những chương trình truyền hình thành công nhất mọi thời đại và có mặt ở trên 50 quốc gia. Chương trình là cảm hứng cho Simon Fuller tạo ra Idols.

## Lịch sử

Các quốc gia có phiên bản Popstars

Khởi nguồn tại New Zealand năm 1999 khi nhà sản xuất Jonathan Dowling thành lập nhóm nhạc nữ 5 thành viên TrueBliss. Dowling ủy nhiệm cho Screentime của Úc, sau đó họ bán bản quyền cho TresorTV của Đức trước khi có mặt trên toàn cầu. Popstars từ đó trở thành một trong những chương trình truyền hình thành công nhất mọi thời đại và có mặt ở trên 50 quốc gia.
Chương trình là cảm hứng cho Simon Fuller sáng tạo Pop Idol - chương trình đã làm cho truyền hình thực tế trở nên có ảnh hưởng lớn, (cùng với Big Brother and Survivor) trong một vài năm tiếp theo.
Mặc dù Popstars bắt đầu thành công ở nhiều quốc gia đầu những năm 2000, chương trình dần dần bị không thành công và dừng phát sóng tại nhiều nước do rating quá thấp. Quốc gia cuối cùng mà Popstars vẫn còn thịnh hành và thành công - bên cạnh The X Factor và Got Talent, cũng như Idol - là Đức. Tại Đức, ProSieben sản xuất mùa thứ 9 năm 2010 bởi chương trình vẫn có sức hút lớn, nhưng năm 2012, Popstars cuối cùng cũng dừng lại do thành công ngắn ngủi của các ban nhạc. Năm 2007, chương trình trở lại Pháp trên kênh M6 trong một mùa. Từ tháng 8 năm 2008, có một chương trình mới Popstars tại Hà Lan. Hiện đã kết thúc mùa ba.

## Các chương trìnhPopstars
Legend:
     Đang sản xuất  
     Không còn phát sóng  
| Vùng/Quốc gia  | Tên | Đài truyền hình                                                     | Mùa, năm và người chiến thắng | Nghệ sĩ nổi tiếng khác                                                                                    |  |
| -------------- | --- | ------------------------------------------------------------------- | --- | --- |  |
| Argentina      | Popstars: Tu Show Está Por Empezar                                                                               | Azul TV (1) Telefé (2)                                              | Season 1, 2001: Ban nhạcana Season 2, 2002: Mambrú | |  |
| Úc             | Popstars | Seven Network                                                       | Season 1, 2000: Bardot Season 2, 2001: Scandal'us Season 3, 2002: Scott Cain | |  |
| Úc             | Popstars Live | Seven Network                                                       | Season 1, 2004: Kayne Taylor | Miranda Murphy                                                                                            |  |
| Áo             | Popstars: Mission Österreich                                                                                     | Puls 4 Website Lưu trữ ngày 5 tháng 11 năm 2011 tại Wayback Machine | Season 1, 2011: Kilmokit | |  |
| Bỉ             | Pop Stars | VT4                                                                 | Season 1, 2001: Vanda Vanda | |  |
| Brazil         | Popstars | SBT                                                                 | Season 1, 2002: Rouge Season 2, 2003: Br'oZ | Season 1: Marjorie Estiano Season 1: Luka                                                                 |  |
| Canada         | Popstars | CTV                                                                 | Season 1, 2001: Sugar Jones | Julie Crochetière                                                                                         |  |
| Canada         | Popstars: Boy Meets Girl                                                                                         | Global TV                                                           | Season 2, 2002: Velvet Empire | |  |
| Canada         | Popstars: The One                                                                                                | Global TV                                                           | Season 3, 2003: Christa Borden | |  |
| Colombia       | Popstars | Canal Caracol                                                       | Season 1, 2002: Escarcha | |  |
| Đan Mạch       | Popstars (1–3, 5) Popstars Showtime! (4)                                                                         | TV 2 (1–4) Kanal 5 (5)                                              | Season 1, 2001: EyeQ Season 2, 2002: Jon Nørgaard Season 3, 2003: Fu:el Season 4, 2004: Maria Lucia Season 5, 2014: Linnea | Season 2: Julie Berthelsen                                                                                |  |
| Ecuador        | Popstars | Teleamazonas                                                        | Season 1, 2003: Kiruba Season 2, 2004: La Coba | |  |
| Phần Lan       | Popstars | MTV3                                                                | Season 1, 2002: Gimmel Season 2, 2004: INDX | Season 1: Jenni Vartiainen Season 2: Jane                                                                 |  |
| Pháp           | Popstars (1–2, 4–5) Popstars - le duel (3)                                                                       | M6 (1–4) D8 (5)                                                     | Season 1, 2001: L5 Season 2, 2002: Whatfor Season 3, 2003: Linkup Season 4, 2007: Sheryfa Luna Season 5, 2013: The Mess | Season 1: Louisy Joseph Season 2: Chimène Badi Season 3: Diadems Season 3: M. Pokora Season 4: Léa Castel |  |
| Đức            | Popstars (1–2, 4–8, 11) Popstars - Das Duell (3) Popstars: Girls forever (9) Popstars: Der Weg ist das Ziel (10) | RTL II (1–2,11) ProSieben (3–10)                                    | Season 1, 2000: No Angels Season 2, 2001: Bro'Sis Season 3, 2003: Overground Season 4, 2004: Nu Pagadi Season 5, 2006: Monrose Season 6, 2007: Room 2012 Season 7, 2008: Queensberry Season 8, 2009: Some & Any Season 9, 2010: LaViVe Season 10, 2012: Melouria | Season 3: Preluders Season 5: Mandy Capristo Season 5: Bisou                                              |  |
| Hy Lạp Síp     | Popstars | Mega TV                                                             | Season 1, 2003: Hi-5 | |  |
| Hungary        | Popsztárok | TV2                                                                 | Season 1, 2002: Sugar & Spice | |  |
| Ấn Độ          | Coke [V] Popstars                                                                                                | Channel V                                                           | Season 1, 2002: Viva Season 2, 2003: Aasma | |  |
| Indonesia      | Popstars Indonesia                                                                                               | Trans TV                                                            | Season 1, 2003: Sparx | |  |
| Ireland        | Irish Popstars                                                                                                   | RTÉ One                                                             | Season 1, 2002: Six | Nadine Coyle                                                                                              |  |
| Italy          | Popstars (1) Superstar Tour (2)                                                                                  | Italia 1                                                            | Season 1, 2001: Lollipop Season 2, 2003: Lucky Star | Season 1: Valentina Monetta                                                                               |  |
| Kenya          | Coca-Cola Popstars                                                                                               |                                                                     | Season 1, 2004: Sema | |  |
| Malaysia       | Popstars | ntv7                                                                | Season 1, 2003: By'U | |  |
| Mexico         | Popstars | Televisa                                                            | Season 1, 2002: T' de Tila | |  |
| Hà Lan         | Popstars: The Rivals                                                                                             | RTL 4                                                               | Season 1, 2004: Men2B (boys) Raffish (girls) | |  |
| Hà Lan         | Popstars | SBS 6                                                               | Season 1, 2008: RED! Season 2, 2009–10: Wesley Klein Season 3, 2010–11: Dean Saunders | |  |
| New Zealand    | Popstars | TV2                                                                 | Season 1, 1999: TrueBliss | |  |
| Na Uy          | Popstars | TV3                                                                 | Season 1, 2001: Cape | |  |
| Bồ Đào Nha     | Popstars | SIC                                                                 | Season 1, 2001: Nonstop | |  |
| Romania        | Popstars | Pro TV                                                              | Season 1, 2003: Cocktail | |  |
| Nga            | PopStars (Стань звездой)                                                                                         | Rossiya 1                                                           | Season 1, 2002: Drugie Pravila | |  |
| Slovakia       | Coca-Cola Popstar                                                                                                | Markíza                                                             | Season 1, 2001: Seven Days to Winter Season 2, 2002: Misha Season 3, 2003: Zuzana Smatanová Season 4, 2004: Vetroplach Season 5, 2005: Bystrík Season 6, 2006: Ivo Bič Season 7, 2007: Peoples Season 8, 2008: Mária Čírová                                      | |  |
| Slovenia       | Popstars | Kanal A                                                             | Season 1, 2002: Bepop Season 2, 2003: Unique | Season 2: B.B.T. Season 2: Hajdi Korošec                                                                  |  |
| Nam Phi        | Popstars | SABC 1 (1–2) e.tv (3)                                               | Season 1, 2002: 101 Season 2, 2004: Jamali Season 3, 2010: Nne Vida | |  |
| Tây Ban Nha    | Popstars: Todo por un sueño                                                                                      | Telecinco                                                           | Season 1, 2002: Bellepop | Roser |  |
| Thụy Điển      | Popstars | Kanal 5                                                             | Season 1, 2001: Excellence Season 2, 2002: Supernatural Season 3, 2003: Johannes Kotschy | Season 2: Martin Rolinski                                                                                 |  |
| Thụy Sĩ        | Popstars | TV3                                                                 | Season 1, 2001: Tears | |  |
| Tanzania       | Coca-Cola Popstars                                                                                               |                                                                     | Season 1, 2004: Wakilisha | |  |
| Thổ Nhĩ Kỳ     | Popstars | Kanal D (1) Show TV (2)                                             | Season 1, 2003: Adibin Season 2, 2004: Selçuk Demirelli | |  |
| Uganda         | Coca-Cola Popstars                                                                                               |                                                                     | Season 1, 2004: Blu3 | |  |
| Ukraine        | Суперзірка (Superstar)                                                                                           | 1+1                                                                 | Season 1, 2010: Viktoriya Korzheniuk | |  |
| Vương quốc Anh | Popstars | ITV                                                                 | Series 1, 2001: Hear'Say Series 2, 2002: Girls Aloud | Liberty X (finalists) Darius Danesh Warren Stacey                                                         |  |
| Hoa Kỳ         | Popstars USA | The WB                                                              | Season 1, Spring 2001: Eden's Crush Season 2, Winter 2001: Scene 23 | Season 1: Nicole Scherzinger Season 2: Josh Henderson                                                     |  |

## Đĩa đơn số 1
Đĩa đơn giành vị trí #1 tại từng quốc gia của các nghệ sĩ Popstars
| Nghệ sĩ     | Quốc gia       | Tiêu đề                                  | Ngày          | Album                               |
| ----------- | -------------- | ---------------------------------------- | ------------- | ----------------------------------- |
| Ban nhạcana | Argentina      | "Guapas"                                 | December 2001 | Ban nhạcana                         |
| Ban nhạcana | Argentina      | "Cómo Puede Ser"                         | February 2002 | Ban nhạcana                         |
| Ban nhạcana | Argentina      | "Maldita Noche"                          | May 2002      | Ban nhạcana                         |
| Ban nhạcana | Argentina      | "Llega la Noche"                         | August 2002   | Noche                               |
| Ban nhạcana | Argentina      | "Sigo Dando Vueltas"                     | April 2003    | Vivir Intentando                    |
| Mambrú      | Argentina      | "A Veces"                                | November 2002 | Mambrú                              |
| Scandal'us  | Úc             | "Me, Myself & I"                         | April 2001    | Startin' Somethin'                  |
| Bardot      | Úc             | "Poison"                                 | April 2000    | Bardot                              |
| Scott Cain  | Úc             | "I'm Moving On"                          | May 2002      | Controlled Folly                    |
| Rouge       | Brazil         | "Não Dá Pra Resistir"                    | July 2002     | Rouge                               |
| Rouge       | Brazil         | "Ragatanga (The Ketchup Song)"           | October 2002  | Rouge                               |
| Rouge       | Brazil         | "Brilha La Luna"                         | April 2003    | C'est La Vie                        |
| Rouge       | Brazil         | "Um Anjo Veio Me Falar"                  | October 2003  | C'est La Vie                        |
| Br'oZ       | Brazil         | "Prometida"                              | August 2003   | Br'oZ                               |
| Sugar Jones | Canada         | "Days Like That"                         | June 2002     | Sugar Jones                         |
| Fu:el       | Đan Mạch       | "Please Please"                          | May 2003      | Next, Please                        |
| Kiruba      | Ecuador        | "Quisiera"                               | April 2003    | Kiruba                              |
| Kiruba      | Ecuador        | "Camina"                                 | June 2003     | Kiruba                              |
| Kiruba      | Ecuador        | "Como Extraño Tu Luz"                    | August 2003   | Kiruba                              |
| Kiruba      | Ecuador        | "Me Pierdo"                              | November 2003 | Kiruba                              |
| Kiruba      | Ecuador        | "Me Quedo Contigo"                       | May 2004      | Baila La Luna                       |
| No Angels   | Đức            | "Daylight in Your Eyes"                  | February 2001 | Elle'Ments                          |
| No Angels   | Đức            | "There Must Be an Angel"                 | August 2001   | Elle'Ments                          |
| No Angels   | Đức            | "Something About Us"                     | May 2002      | Now... Us!                          |
| No Angels   | Đức            | "No Angel (It's All in Your Mind)"       | April 2003    | Pure                                |
| Bro'Sis     | Đức            | "I Believe"                              | December 2001 | Never Forget (Where You Come From)  |
| Overground  | Đức            | "Schick mir 'nen Engel"                  | November 2003 | It's Done                           |
| Preluders   | Đức            | "Everyday Girl"                          | November 2003 | Girls in the House                  |
| Nu Pagadi   | Đức            | "Sweetest Poison"                        | December 2004 | Your Dark Side                      |
| Monrose     | Đức            | "Shame"                                  | December 2006 | Temptation                          |
| Monrose     | Đức            | "Hot Summer"                             | June 2007     | Strictly Physical                   |
| Six         | Ireland        | "There's a Whole Lot of Loving Going On" | February 2002 | This Is It                          |
| Lollipop    | Italy          | "Down Down Down"                         | April 2001    | Popstars                            |
| Nonstop     | Bồ Đào Nha     | "Ao Limite Eu Vou"                       | July 2001     | Nonstop                             |
| Men2B       | Hà Lan         | "Bigger than that"                       | December 2004 | A Different Way                     |
| Raffish     | Hà Lan         | "Plaything"                              | December 2004 | How Raffish are you?                |
| TrueBliss   | New Zealand    | "Tonight"                                | May 1999      | Dream                               |
| Hear'Say    | United Kingdom | "Pure and Simple"                        | March 2001    | Popstars                            |
| Hear'Say    | United Kingdom | "The Way to Your Love"                   | June 2001     | Popstars                            |
| Girls Aloud | United Kingdom | "Sound of the Underground"               | December 2002 | Sound of the Underground            |
| Girls Aloud | United Kingdom | "I'll Stand by You"                      | November 2004 | What Will the Neighbours Say?       |
| Girls Aloud | United Kingdom | "Walk This Way" (with Sugababes)         | March 2007    | Stand-alone single for Comic Relief |
| Girls Aloud | United Kingdom | "The Promise"                            | October 2008  | Out Of Control                      |